# Ron Delany
Ronald Michael Delany, född 6 mars 1935 i Arklow, är en före detta irländsk friidrottare.
Delany blev olympisk mästare på 1500 meter vid olympiska sommarspelen 1956 i Melbourne.